# 深泽真武庙
深泽真武庙，位于中国河北省石家庄市深泽县城内，为石家庄市深泽县的一个省级文物保护单位，类型为古建筑，公布时间为1993年7月15日。
深泽真武庙的历史年代为清代。